# Hosszúfarkú földiszalakóta
A hosszúfarkú földiszalakóta (Uratelornis chimaera) a madarak osztályának, szalakótaalakúak rendjébe, a földiszalakóta-félék (Brachypteraciidae) családjába tartozó Uratelornis egyetlen faja.

## Rendszerezése
A fajt Walter Rothschild brit bankár, katona és zoológus írta le 1895-ben.

## Előfordulása
Madagaszkár délnyugati részén honos. Természetes élőhelyei a szubtrópusi és trópusi száraz erdők és cserjések. Állandó, nem vonuló faj.

## Megjelenése
Testhossza 47 centiméter.

## Természetvédelmi helyzete
Az elterjedési területe kicsi és csökken, egyedszáma 9487-32687 példány közötti és csökken. A Természetvédelmi Világszövetség Vörös listáján sebezhető fajként szerepel.